# Pepper Ann
Pepper Ann ist eine US-amerikanische Zeichentrickserie der Walt Disney Company aus dem Jahr 1997. 

## Handlung
Die namensgebende Titelheldin ist eine 12-jährige Schülerin namens Pepper Ann Pearson, welche ihren Alltag in der Schule zu bewältigen hat und dabei viele Geschichten erlebt. Sie wohnt in der fiktiven Kleinstadt Hazelnut.

## Figuren
- Pepper Ann Pearson: Die Titelheldin der Serie ist ein rothaariges Mädchen mit einer Brille und einem bunten Rock. Sie ist recht eigensinnig, versteht sich aber mit ihrer Schwester, ihrer Mutter und ihren Mitschülern ganz gut. Sie redet häufig mit ihren Spiegelbildern. Sie hat eine kleine Schwester namens Margaret, Moose genannt, und eine Mutter, Lydia, die beide alleine erzieht.

- Milo Kamalani: Er ist der beste Freund von Pepper Ann. Sein Markenzeichen ist seine Mütze. Außerdem ist er sehr begeistert von moderner Kunst. Er ist zudem zwischendurch in Gwen Mezzrow, ein ebenfalls 12-jähriges Mädchen mit blonden Zöpfen, verliebt.

- Nicky Little: Nicky Little ist ebenfalls eine Freundin von Pepper Ann. Sie ist hochintelligent und sowohl musisch als auch künstlerisch begabt. Allerdings fühlt sie sich dabei etwas unwohl. Sie trägt einen dicken Pullover, den sie um ihre Hüften geknotet hat. Sie war einst mit dem nerdigen Stewart Waldinger liiert, allerdings zerbrach die Beziehung nach zwei Jahren.

- Janie Pearson: Sie ist die ultraliberale Schwester von Lydia Pearson und damit die Tante der beiden Mädchen. Allerdings verliert sie schnell den Bezug zur Realität.

- Principal Herbert Hickey: Principal Hickey ist der Leiter der Hazelnut-Middle-School. Er ist streng und kommt mit dem Freigeist von Pepper Ann nicht zurecht.

- Craig Bean: Er ist ein 14-jähriger Junge und damit eine Klasse über Pepper Ann. Pepper Ann ist immer wieder verliebt in ihn.
- Crash ist Mooses bester Freund. Seine erste große Liebe war Pepper Ann, welche sich jedoch nicht einmal seinen Namen merken kann.
- Sean ist Mooses Schwarm, welcher ihre Gefühle offensichtlich erwidert. Er ist ein pummeliger kleiner Junge, welcher Essen liebt. Er ist sehr freundlich.
- Dieter Liederhosen ist ein deutscher Schüler an der Hazelnut-Middle-School. Er ist ein etwas stämmiger, blonder und freundlicher Junge, welcher es schafft, mehrere Mädchen anzuziehen.
- Gwen Mezzrow ist ein Mädchen mit blonden Zöpfen, dessen Beziehung zu Milo zwischen besessener Liebe und bekanntschaftlichen Gefühlen schwankt.
- Tinket St.Blair ist das reichste und beliebteste Mädchen der Hazelnut-Middle-School. Sie legt sehr viel Wert auf ihr Aussehen und ihren Ruf und telefoniert dauernd mit ihrer Freundin Marie.
- Cissy Proon ist Tinkets beste Freundin. Tinket und sie folgen stets den neuesten Modetrends.

## Synchronisation
Die beiden deutschsprachigen Synchronfassungen entstanden durch die Synchronfirma FFS Film- & Fernseh-Synchron in München. Die zweite Synchronfassung für Disney+ entstand in den Jahren 2021 und 2022.
| Rolle                         | Englische Synchronsprecher | Deutsche Synchronsprecher (RTL) | Deutsche Synchronsprecher (Disney+) |
| ----------------------------- | -------------------------- | ------------------------------- | ----------------------------------- |
| Pepper Ann Pearson            | Kathleen Wilhoite          | Angela Wiederhut                | Zina Laus                           |
| Nicky Anais Little            | Clea Lewis                 | Michele Sterr                   | Simone Fulir                        |
| Milo Kamalani                 | Danny Cooksey              | Hubertus von Lerchenfeld        | Tobias John von Freyend             |
| Lydia Pearson                 | April Winchell             | Marion Hartmann                 | Maria Böhme                         |
| Margaret Rose „Moose“ Pearson | Pamela Adlon               | Sandra Schwittau                | Christine Garbe                     |